# Avogbana
Avogbana ist ein Arrondissement im Departement Zou im westafrikanischen Staat Benin. Es ist eine Verwaltungseinheit, die der Gerichtsbarkeit der Kommune Bohicon untersteht.

## Demografie und Verwaltung
Gemäß der Volkszählung 2013 des beninischen Statistikamtes INSAE hatte das Arrondissement 10.387 Einwohner, davon waren 4861 männlich und 5526 weiblich.
Von den 66 Dörfern und Quartieren der Kommune Bohicon entfallen sechs auf Avogbana:
1. Adamè
2. Agbokou
3. Ahouadanou
4. Gbéto
5. Zoungoudo
6. Zounzonmè